# Hector Rail

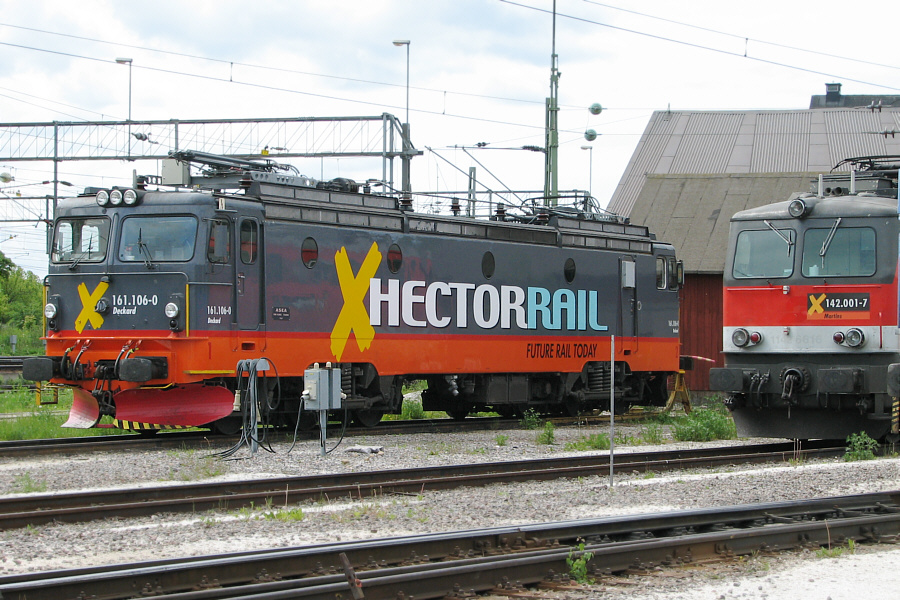
Lokomotiva 161.106 Hector Rail v Hallsbergu

Společnost Hector Rail AB (VKM: HCTOR) je švédský železniční dopravce, který zahájil svoji činnost v roce 2004. Sídlem společnosti je Danderyd (cca 10 kilometrů severně od hlavního města Stockholmu).

## Provoz
Firma zpočátku provozovala nákladní dopravu pouze na území Švédska a Norska, počínaje rokem 2007 zahájila provoz svých vlaků také na území Dánska.
Od začátku ledna 2007 společnost zahájila pravidelnou dopravu s kontejnery, výměnnými nástavbami a návěsy mezi švédským terminálem Norrköping a německým terminálem Herne. Tyto vlaky jsou vedeny mostem a tunelem přes úžinu Öresund. Lokomotivy Hector Rail jsou používány také v osobní dopravě a to na vlacích dopravce Veolia Transport Sverige.

## Lokomotivy
Společnost provozuje elektrické lokomotivy řad 141, 142, 161, 241 a 441 a motorové lokomotivy řady 941. Všechny lokomotivy této firmy mají kromě inventárních čísel přidělena i jména.

### Řada 141
Tyto lokomotivy byly v počtu tří kusů dodány rakouským drahám ÖBB v roce 1997 s označením 1012. V průběhu roku 2007 pak byly lokomotivy prodány firmě Hector Rail a přeznačeny na řadu 141.
Seznam lokomotiv řady 141:
- 141.001-4 (ex 1012.003 ÖBB) „Ripley“
- 141.002-6 (ex 1012.002 ÖBB) „Kiddo“
- 141.003-4 (ex 1012.003 ÖBB) „Starling“.

### Řada 142
Tyto lokomotivy vyráběné rakouskou lokomotivkou SGP v letech 1969 – 1977 byly v provozu u rakouských drah ÖBB. Od roku 2006 je postupně nakupuje společnost Hector Rail, která je označuje řadou 142. Od ledna 2007 po dobu zimní lyžařské sezóny jsou tyto lokomotivy nasazovány na noční osobní vlaky společnosti Veolia Transport z Göteborgu a Stockholmu do lyžařských středisek Åre, Duved a Storlien.
Seznam lokomotiv řady 142:
- 142.001-7 „Martins“
- 142.002-5 „Calloway“
- 142.003-3 „Schmidt“
- 142.104-9 „Kane“
- 142.105-6 „Rosebud“
- 142.106-4 „Stark“
- 142.107-2 „Bennell“
- 142.108-0 „Butler“

Poznámka: Lokomotivy, které jsou vybaveny dálkovým ovládáním mají inventární číslo zvýšené o sto.

### Řada 161
S lokomotivami této řady zahájila společnost svoji činnost poté, co je v roce 2004 zakoupila od společnosti MTAS, kde byly označeny řadou El 15. Těchto šest lokomotiv bylo vyrobeno lokomotivkou ASEA v roce 1967. V roce 2006 firma provozovala pět kusů této řady, neboť jeden stroje je trvale neprovozní.
Seznam lokomotiv řady 161:
- 161.101-1 „Plissken“
- 161.102-9 „Marlowe“
- 161.103-7 „Gittes“
- 161.104-5 „Doyle“
- 161.105-2 „Callahan“
- 161.106-0 „Deckard“

### Řada 241
Jde o elektrické lokomotivy výrobce Bombardier typu TRAXX F140AC pro střídavé napájecí systémy 25 kV, 50 Hz a 15 kV, 16,7 Hz. Tyto lokomotivy si Hector Rail pořizuje v počtu 10 kusů počínaje rokem 2007 pro provoz mezi Švédskem (15 kV, 16,7 Hz) a Dánskem (25 kV, 50 Hz).
Seznam lokomotiv řady 241:
- 241.001 „Kenobi“
- 241.002 (ex 185.568 Bombardier) „Skywalker“
- 241.003
- 241.004
- 241.005
- 241.006
- 241.007 „Bond“
- 241.008
- 241.009
- 241.010

### Řada 441
V roce 2006 Hector Rail zakoupil dva stroje typu ES 64 F4-G vyrobené firmou Siemens v roce 2005. Jedná se o stroje vyrobené pro SBB Cargo, které nebyly převzaty.
Firma Hector Rail je označila takto:
- 441.001-5 „Cyborg“
- 441.002-3 „Croft“

### Řada 941
Společnost provozuje jedinou dieselovou lokomotivu. Jde o stroj typu G2000, který byl vyroben německou lokomotivkou Vossloh Locomotives GmbH v roce 2005. Po provozu u několika firem byla v roce 2006 lokomotiva prodána firmě Hector Rail. Od počátku roku 2007 je nasazena na vozbu vlaků se dřevem na neelektrizované trati Hoting – Forsmo ve středním Švédsku.
Jedná se o takto označenou lokomotivu:
- 941.001-0 „Morricone“